# Suhancos
A Suhancos egy magyar együttes volt 2005 és 2009 között.

## Kezdetek és a vég
Kőházy Ferenc (FankaDeli) elmondása szerint egy alkalommal barátja Szabó Balázs stúdiójában ülve ribizlipálinkát fogyasztottak és próbaként FankaDeli rappelt Balázs egyik dalára. Ez indította útjára a Suhancost. Időközben jöttek, mentek a tagok, majd FankaDeli 2008-ban publikált Magyar földre című száma vitás helyzetet szült a Suhancos többi tagjával. A tagok több nyilvános vita után harag nélkül váltak el.

## Történet
A Suhancosnak két albuma született: Üzenetrögzítő, Jól tévedni emberi dolog. Egyedi stílust alkottak, a rap- és a népzene keverékét hozták létre.

## Diszkográfia
Albumok
- Üzenetrögzítő (2007)
- Jól tévedni emberi dolog (2009)

Számok
- Amiből születtél
- Elmarad
- Békét
- Egyre másra
- Nagyvárosi regős
- Menny el délre
- Striciblúz
- Jól
- Költészet az aszfaltról
- Végre Vége
- Mintha tudná merre menne
- Vele jó
- Ferié
- Perc alátét
- Anyám
- Legotest
- Dalaje
- Érkezés
- Erdő
- Nem fog fájni
- Bájoló
- Ébredés
- Persze
- Ferié 2
- Lélekverő
- Altató
- Nektár jellem